# Society of Women Artists
La Sociedad de Mujeres Artistas (SWA en sus siglas en inglés) es una organización británica dedicada a celebrar y promover las creaciones artísticas realizadas mujeres. Fue fundada como Sociedad de Artistas Femeninas (SFA) en 1855, con el fin de ofrecer a las mujeres artistas la oportunidad de exponer y vender sus obras. Ha organizado exposiciones anuales en Londres desde 1857, con algunas interrupciones durante la guerra.

## Historia
Durante el siglo XIX el mundo del arte británico estaba dominado por la Royal Academy (RA), que había sido fundada en 1768. Entre sus 34 fundadores se encontraban dos mujeres pintoras: Angelica Kauffman (1741–1807) y Mary Moser (1744–1819). Sin embargo, no fue hasta 1922 cuando otras artistas femeninas fueron admitidas en la academia. Por un lado, Annie Swynnerton, que a su vez pertenecía a la Society of Women Artists desde 1889, se convirtió en la primera mujer elegida como miembro asociado de la Royal Academy. En 1936, Laura Knight llegó a ser la primera mujer elegida miembro de pleno derecho de la Royal Academy.
En la Sociedad del momento la mujer era percibida como un ser pasivo y gobernado por las emociones.  En la década de 1850, John Ruskin y otros críticos debatieron acaloradamente en varias revistas si las mujeres podían ser artistas.  Ruskin escribió a Sophia Sinnett en 1858: "Debes decidirte a ser una gran pintora; la terminación femenina no existe, nunca ha habido tal ser que sea una dama y pueda pintar". Las mujeres artistas no eran consideradas más que aficionadas y tenían grandes dificultades para exponer su obra en público. Su formación artística era muy limitada y no tenían acceso a las clases de dibujo del natural desde la fundación de la Royal Academy.
Sin embargo, Ruskin revisó su opinión sobre las mujeres artistas después de ver The Roll Call de Elizabeth Thompson en la Royal Academy en 1874. Tras mucho debate y peticiones, en diciembre de 1883, las escuelas de la Royal Academy decidieron ofertar a las alumnas clases del natural que incluyeran "el estudio de una figura parcialmente cubierta". Sin embargo, pasarían diez años más antes de que las mujeres fueran admitidas en estas clases. Fue a partir de entonces cuando las clases del natural destinadas a mujeres comenzaron a impartirse en todo el país.
Sin embargo, las artistas británicas demostraron ser capaces de trabajar tanto individualmente como de manera colaborativa y como consecuencia ganaron mayor credibilidad. Con el fin de seguir progresando y tener oportunidades para exponer su obra, comenzaron a fundar sus propias organizaciones. Una de las más importantes fue la Sociedad de Mujeres Artistas, creada en torno a 1857. Inicialmente se admitió como miembros a aquellas mujeres que habían expuesto con la Sociedad y que se ganaban la vida a través del arte.

### Sociedad de Artistas Femeninas (c. 1855 - c. 1869)
En 1855, la biógrafa inglesa Harriet Grote (1792–1878) fundó junto a varias artistas y filántropas la Sociedad de Artistas Femeninas. En un principio la Sociedad era dirigida por un comité, si bien nunca llegó a ser nombrada ninguna artista como presidenta a pesar de que las integrantes de la Sociedad solían ser mencionadas en los primeros catálogos publicados. 
En 1859 apareció publicado el primer comité, que estaba integrado por la propia Harriet Grote, la señora de Edward Romilly, la señora Stephenson, la acuarelista Elizabeth Murray, la cantante de ópera Jenny Lind, que era amiga de Harriet Grote, la novelista Lady Harriet Jane Trelawny, la señorita Sotheby, Catherine Stanley (de soltera Leycester), y la madre de Arthur Penrhyn Stanley. Leonie Caron (que más tarde se convertiría en la señora de Alfred Buss) fue la primera secretaria de la Sociedad en 1857, sucedida por Elizabeth Dundas Murray, quien ocupó el cargo desde 1858-1865. Artículos de prensa del momento también mencionan a la señora de David Laing (de soltera Mary Elizabeth West) entre las fundadoras. Entre las primeras integrantes de la Sociedad también se encontraban Mary Thornycroft, Margaret Tekusch y Augusta Innes Withers .
La primera exposición organizada por la Sociedad se celebró en el número 315 de Oxford Street, Londres, entre el 1 de junio y el 18 de julio de 1857. Compuesta por 358 obras de 149 mujeres artistas, con predominio del género del paisaje, la muestra generó un debate sobre el papel de las mujeres en el mundo del arte.  
Ya en mayo de 1857, antes de su inauguración, la exposición recibió el apoyo de publicaciones como The Art Journal y The Spectator. Tras su clausura, The Art Journal publicó que "El comité [de la Sociedad] expresa su satisfacción al anunciar que el éxito de su primera exposición ha superado por completo sus expectativas". Posteriormente, la Sociedad realizó exposiciones anuales en Londres que mostraban el trabajo de mujeres artistas (excepto en los años 1912-1914, 1919 y 1940-1946).
Hasta 1863, la exposición anual generó críticas controvertidas, probablemente porque las obras expuestas se eligieron siguiendo criterios liberales y de amistad.  Esta cuestión se trató en 1869, cuando la falta de profesionalización de la Sociedad condujo a su reorganización bajo el patrocinio de la Duquesa de Cambridge, pasando a llamarse Sociedad de Damas Artistas  La Sociedad ha recibido patrocinio real desde 1865 (actualmente su patronazgo lo ostenta la Princesa Miguel de Kent). En 1867 Madeline Marrable, prolífica acuarelista y pintora, se unió al comité. 

### Sociedad de Damas Artistas (c 1869-1899)
Los documentos de la Sociedad correspondientes a sus inicios se perdieron o destruyeron durante la Segunda Guerra Mundial, momento en el que se encontraban en la sede de la Sociedad situada en el número 195 de Piccadilly, Londres. Los catálogos y documentos que datan de 1929 en adelante se conservan actualmente en la biblioteca del Museo Victoria and Albert. Como consecuencia de esta pérdida de documentación, no hay unanimidad acerca de cuándo la Sociedad comenzó a llamarse Sociedad de Damas Artistas. Algunas fuentes secundarias sugieren la fecha de 1869, mientras que otras apuntan a que el cambio tuvo lugar en 1873.
En 1886, Madeline Marrable fue nombrada primera presidenta de la Sociedad. En 1899, la imagen pública propia de mediados de la era victoriana se dejó de lado y la Sociedad entró en el siglo XX con un nuevo nombre, la Sociedad de Mujeres Artistas (SWA en sus siglas en inglés).

### Sociedad de Mujeres Artistas (desde 1899)
La Sociedad ha contado con numerosas artistas notables entre sus integrantes. Laura Knight, la primera mujer que ingresó en la Royal Academy, fue elegida presidenta en 1932 y ocupó el cargo hasta su jubilación en 1968, momento en que se convirtió en patrona. La ilustradora Mabel Lucie Atwell y Suzanne Lucas, expresidenta de la Sociedad de Artistas Botánicos y la primera mujer presidenta de la Real Sociedad Miniaturista (actual Real Sociedad de Pintores de Miniaturas, Escultores y Grabadores) también formaron parte de la Sociedad. Entre sus integrantes actuales se encuentran Daphne Todd, la primera mujer presidenta de la Real Sociedad de Pintores Retratistas entre 1994 y 2000 y ganadora del Premio BP de Retrato en 2010; la retratista June Mendoza y Philomena Davidson, primera mujer presidenta de la Real Sociedad Británica de Escultores.
Muchos miembros de SWA forman parte también de otras Sociedades consolidadas, como la Real Sociedad de Artistas Británicos, el Real Instituto de Acuarelistas, la Sociedad del Pastel y la Sociedad de Artistas Ecuestres. 
La SWA recopiló en un diccionario publicado en cuatro volúmenes los nombres de las artistas que han expuesto en las exposiciones organizadas por la Sociedad hasta 1996.
El archivo de la Sociedad se entregó al Archivo de Arte y Diseño del Victoria & Albert Museum en 1996. Solo la Royal Academy y la Royal Scottish Academy producen tales registros.

## Afiliación
La SWA se compone de un máximo de 140 integrantes que promueven nuevos artistas y animan a aquellas artistas que no forman parte de la Sociedad a mostrar su obra en la exposición que se celebra anualmente.
El primer paso para formar parte de la SWA es enviar seis obras de manera regular a la exposición que la Sociedad celebra anualmente, si bien solo un máximo de cuatro será expuesto. Las piezas enviadas son evaluadas por un comité de selección y, si se consideran excepcionales, la artista es propuesta para convertirse en miembro asociado. Una vez que son nombradas miembros asociados pueden ser elegidas al año siguiente para convertirse en miembros de pleno derecho.